# Alexandre Kazakov
Pour les articles homonymes, voir Kazakov.
Alexandre Aleksandrovitch Kazakov (en russe : Александр Александрович Казаков ; 2 janvier 1889 - 3 août 1919) est l'un des plus grands as de l'aviation russe de la Première Guerre mondiale. Il perd la vie dans son Sopwith Camel, sans doute en se suicidant.

## Biographie
Pour cause de révolution russe d'octobre, nous savons très peu de choses de cet as aux 17 victoires. L'homme était de stature imposante et de haute taille. C'était un homme de cœur, intelligent et d'une volonté de fer.
Lorsque la guerre éclate, Kazakov sert au sein d'une arme dépassée, mais encore très prestigieuse et très présente dans toutes les armées de l'époque : la cavalerie.
Dès 1914, il demande sa mutation dans l'arme aérienne et l'obtient aussitôt. Il est envoyé à l'école de pilotage de Sébastopol et en ressort breveté peu de temps après. Il entame dès lors une carrière de pilote de chasse au-dessus du front germano-russe, mettant un point d'honneur à abattre un maximum d'avions allemands. Malgré l'absence au début du conflit, d'un armement embarqué efficace et adapté au combat aérien, telles que les mitrailleuses avec système de tir à travers l'hélice, le pilote abat ses premiers avions ennemis.
Ses méthodes de combat sont particulièrement rustiques. Ainsi attaque-t-il un Albatros de reconnaissance, en abîmant l'aile adverse avec un grappin. Dans cette attaque, il manque de s'écraser au sol, entraîné par la chute de l'avion ennemi.
Début 1915, l'aviation tsariste se structure enfin et le lieutenant Kazakov reçoit le commandement de la 19e escadrille. Un an plus tard, il en est à sa neuvième victoire, dans la région de Dvinsk. Ses victimes sont principalement des Fokker monoplans de type E.
Début 1917, la 19e escadrille est envoyée à Iaşi, à 300 km au nord de Bucarest.
Mais la situation en Russie se dégrade très fortement. Malgré l'aide franco-anglaise, le tsar Nicolas II est contraint d'abdiquer et le pays entre dans l'agitation révolutionnaire.
Dans les rangs russes, c'est la débâcle et les Allemands enfoncent le front. Kazakov doit se replier avec son escadrille vers Tarnopol, à 500 kilomètres au sud de Minsk.
C'est dans cette région, qu'il obtient sa dix-septième et ultime victoire, le 13 septembre 1917.
Il est promu lieutenant-colonel et commandant du premier groupe aérien. Mais peu de temps après, la révolution bolchevique éclate et la guerre contre les Allemands s'arrête.
Le 3 mars 1918, Kazakov rejoint l'armée des Russes blancs, qui luttent à présent contre les bolcheviques de Lénine. L'as russe parvient à transiter depuis l'Ukraine, à travers toute la Russie en ébullition, et parvient à rejoindre la région de Mourmansk. Il participe à la prise d'Arkhangelsk, aux côtés du corps expéditionnaire anglais venu lutter contre l'Armée rouge. C'est lors de cette ultime campagne qu'il disparaît.